# شینیا آواتاری
شینیا آواتاری (انگلیسی: Shinya Awatari؛ زادهٔ ۷ ژوئن ۱۹۹۰) بازیکن فوتبال اهل ژاپن است.